# Attentat de Tessalit
Guerre du Mali
L'attentat de Tessalit a lieu le 23 octobre 2013, lors de la guerre du Mali.

## Déroulement
Le 23 octobre 2013, vers dix heures du matin, les Casques bleus tchadiens de la MINUSMA sont la cible d'un attentat jihadiste à Tessalit. L'attaque commence par l'envoi de kamikazes avec une voiture piégée. À 9 h 40, le véhicule explose à un barrage situé dans la ville, devant les locaux de la préfecture du cercle de Tessalit,,. Peu après, trois autres kamikazes âgés d'environ 17  à   30 ans arrivent à pied sur les lieux équipé d'un gilet emportant six obus de mortier de 60 mm chinois et de fusil d'assaut AKMS, les militaires tchadiens en abattent deux mais le dernier réussit à se faire exploser. C'est ce kamikaze qui aurait causé la mort des deux soldats tchadiens,. 
Après l'attentat-suicide, d'autres jihadistes attaquent alors les positions de l'armée tchadienne. Un groupe ouvre le feu à l'arme légère, puis en début d'après midi, les jihadistes tirent à l'arme lourde, notamment par des tirs de roquettes, depuis une position à sept kilomètres de la ville. Ils se retirent finalement en début d'après-midi,,. 
Au moment de l'attaque, une force de 65 soldats français est stationnée près de Tessalit. Lors du combat, des éléments sanitaires et du génie sont envoyés en soutien. 
L'attaque est revendiquée le même jour par Sultan Ould Bady. Ce dernier est signalé en 2012 comme le chef de la katiba Saladin, au sein du MUJAO, il aurait ensuite fait défection pour rejoindre Ansar Dine à la suite d'un différend avec ses chefs,,. Son allégeance n'est pas connue avec exactitude, il aurait par la suite fondé son propre groupe, mais il resterait lié à AQMI.

## Les pertes
D'après un porte-parole de l'ONU, deux soldats tchadiens ont été tués dans l'attaque, six autres sont blessés. Ce bilan est confirmé par le gouvernement tchadien et par Soumeylou Boubèye Maïga, le ministre malien de la Défense. 
Le porte-parole de l'ONU indique également qu'un civil a été tué dans l'attaque, d'après le ministre Soumeylou Boubèye Maïga, il s'agit d'un enfant. Pour la MINUSMA, trois civils ont été blessés, dont un enfant.
D'après un journaliste tchadien de Ndjamena-matin, le bilan de l'attentat serait de 17 morts et 6 blessés dans les rangs des FATIM selon des sources militaires tchadiennes.
Selon un officier de l'armée malienne, quatre kamikazes et un civil ont été tués. Ce bilan est également celui donné par le ministre malien de la Défense. Pour l'armée tchadienne, au total cinq jihadistes sont morts. 
L'armée française fournit un avion à la MINUSMA afin d'évacuer les blessés,. Ils sont envoyés à l'hôpital de Gao.